# Awolnation
Awolnation (gestileerd: AWOLNATION) is een Amerikaanse elektronische-rockgroep. De band werd in 2010 opgericht en is aangesloten bij Red Bull Records.
De band kwam tot stand toen Aaron Bruno, die eerder actief was in Under the Influence of Giants en Home Town Hero, door Red Bull Records de kans kreeg aangeboden om gratis gebruik te maken van hun studio in Los Angeles. Nadat hij een paar nummers had opgenomen tekende Bruno een contract en verzamelde muzikanten om zich heen om een band te vormen.
Op 18 mei 2010 bracht de band haar eerste ep uit, genaamd Back from Earth, met hierop vijf tracks, waaronder Sail, wat later de eerste single van de band zou worden. Op 15 maart 2011 kwam Awolnation met haar tweede uitgave, het studioalbum Megalithic Symphony, die in de Top Heatseekers van het Amerikaanse blad Billboard op 1 kwam. Van het album verschenen twee singles: Sail (Platina in Canada, goud in de Verenigde Staten) en Not Your Fault.
Op 2 februari 2018 heeft Awolnation hun derde album Here Come the Runts uitgebracht.

## Discografie

### Albums
| Album met eventuele hitnotering(en) in de Nederlandse Album Top 100 | Datum van verschijnen | Datum van binnenkomst | Hoogste positie | Aantal weken | Opmerkingen |
| ------------------------------------------------------------------- | --------------------- | --------------------- | --------------- | ------------ | ----------- |
| Back from earth                                                     | 18-05-2010            | -                     |                 |              | ep          |
| Megalithic symphony                                                 | 15-03-2011            | -                     |                 |              |             |
| Run                                                                 | 17-03-2015            | -                     |                 |              |             |
| Here Come The Runts                                                 | 02-02-2018            | -                     |                 |              |             |
| Angel Miners & the Lightning Riders                                 | 2020                  | -                     |                 |              |             |
| My Echo, My Shadow, My Covers & Me                                  | 2022                  | -                     |                 |              |             |
| The Phantom Five                                                    | 2024                  | -                     |                 |              |             |

### Singles
| Single met eventuele hitnotering(en) in de Nederlandse Top 40 | Datum van verschijnen | Datum van binnenkomst | Hoogste positie | Aantal weken | Opmerkingen                 |
| ------------------------------------------------------------- | --------------------- | --------------------- | --------------- | ------------ | --------------------------- |
| Sail                                                          | 2012                  | -                     |                 |              | Nr. 59 in de Single Top 100 |